# Niklas Grönberg
Håkan Niklas Grönberg, född 29 juni 1984 i Norrbotten, är en före detta svensk musiker och före detta skådespelare. 
Grönberg medverkade 2005 i den svenska skräckkomedin Frostbiten där han spelade John, en av filmens mer framträdande vampyrer. Grönberg blev framträdande i filmens marknadsföring. År 2009 speladek Grönberg i den prisbelönade kortfilmen Att återvända, där han spelade emot Grete Havnesköld som han spelat mot i Frostbiten. 
Niklas Grönberg är även kompositör och gitarrist i bandet Pajala Truck Co.

## Filmografi
- 2002 – She's an Animal
- 2004 – Populärmusik från Vittula
- 2005 – Frostbiten
- 2009 – Att återvända (kortfilm)